# 電台網
電台廣播網（英語：Radio Network）可以分為兩種：一種是單工廣播網，主要用於公共信息和娛樂傳媒業務；另一種則是雙工系統，主要用於公共服務或公共安全事務，例如警察、消防、出租車及送貨服務中的雙向通話電臺設備。而手機雖然和雙工系統有相似之處，但其傳出和接受是同時分別採用兩個不同的頻道進行。許多相同的設備或相近的基本技術都是基於上述三種類型。
雙工型電台網從單工型電台網（即：廣播型電台網）那共享了不少設備和基本技術，但其基本設備包括固定的廣播點（發射機）與具有共同定位能力的接收器和移動接收/發送器，或收發器。通過這樣的固定與移動無線設備可以在較為廣大的區域內建立起通訊，從單個城市到城際、省際，乃至全國、全球。有許多方法可以將固定發送接收點連接起來，再通過管轄或授權形式使廣播系統覆蓋更大的範圍。一般來說，主要的連接方式包括無線鏈路、光纖鏈路和微波鏈路。在上述所有的鏈路形式中，都需要一個中央開關來控制信息在各廣播點的發送。在當代雙工型電台網里，一個被稱為中繼的概念來使無線電信道得到更充分的利用。當有用戶建立通訊需求的時候，該信道方被中繼分配給用戶使用；一旦用戶使用完畢，則該信道又回歸到可使用信道範圍內。

## 電台聯播網
電台聯播網是一種網絡系統，其將同一個節目同時或略微延遲地分發到多個獨立電台，使得該節目的實際覆蓋範圍超過單個電臺的覆蓋範圍。這些聯播節目或資訊具有大規模生產的諸多優點，一般是由一個廣播企業統一製作。電台聯播網至少具有兩個銷售部門，一個包裝和銷售節目給各獨立電臺；另一個則將該節目的廣告時段出售給潛在的廣告客戶。
原本大多數電台聯播網自身也出產大量節目，因而電台聯播網可以通過旗下所有或控股的加盟電臺播出聯播網的範式節目。但是目前也有部份電台聯播網本身不擁有任何電臺，僅僅製作或發行電臺節目；同樣的，一些獨立電臺的所有權關係也不代表該電臺所從屬聯播網的關係。在現在，一個廣播公司可能會針對不同的收聽市場擁有不同的電台聯播網，同時也有可能從不同的電台聯播網購買不同的節目在自己聯播網播出。
二十世紀20年代，隨著各電台聯播網固定節目的播出，其家庭聽眾用戶的數量也在急速增加。各地區電台聯播網的發展途徑各不相同，比如英國的英國廣播公司是利用公共資金進行發展，比通過收聽許可證進行營利，并因此壟斷了用過地區廣播事業幾十年；相比之下，美國出現了數個相互競爭的商業電台聯播網，并通過廣告來盈利。在美國的這種情況下，一家廣播公司往往擁有製作和發行節目的部門外，還同時擁有并運營電台聯播網。

## 主要電台聯播網
- 中央人民廣播電臺
- 中國國際廣播電臺

- 飛碟聯播網
- HitFM聯播網
- 好事聯播網
- 城市廣播網
- 寶島聯播網

- 日本廣播網（JRN）
- 全國廣播網（NRN）
- 全國FM放送協議會（JFN）
- 日本FM聯盟（JFL）

- 韓國放送公社
- 文化廣播公司
- SBS（首爾放送）

- 英國廣播公司（BBC Radio）

- 加拿大廣播公司